# 弗朗西斯科·克鲁斯
弗朗西斯科·哈维尔·克鲁斯（西班牙語：Francisco Javier Cruz，1966年5月24日—），墨西哥男子足球运动员，司职前锋。他曾代表墨西哥国家队参加1986年国际足联世界杯，结果队伍止步八强赛。